# Libertate de asociere
Libertatea de asociere este dreptul de a constitui, de a adera și de a refuza aderarea la o asociație.

## Libertatea de asociere în lume
De la mijlocul secolului al XX-lea, dreptul de asociere a devenit din ce în ce mai recunoscut în dreptul internațional, în diferite documente. 

### Declarația Universală a Drepturilor Omului (ONU, 1948)
Declarația Universală a Drepturilor Omului a fost adoptată la 16 decembrie 1948, prin Rezoluția 217 A în cadrul celei de-a treia sesiuni a Adunării Generale a Organizației Națiunilor Unite. Printr-un act istoric, Adunarea le-a cerut tuturor țărilor membre să publice textul Declarației, care, ulterior, să fie „distribuit, expus, citit și comentat în școli și alte instituții de învățământ, fără deosebiri ținând de condiția politică a țărilor sau teritoriilor”. Documentul are un preambul și 30 de articole care definesc principalele drepturi ale ființei umane.
Articolul 20
„1. Orice persoană are dreptul la libertatea de întrunire și de asociere pașnică.
2. Nimeni nu poate fi silit să făcă parte dintr-o asociație.”

### Convenția Europeană a Drepturilor Omului
Convenția pentru Protecția Drepturilor Omului și Libertăților Fundamentale, cunoscută și sub denumirea de Convenția Europeană a Drepturilor Omului, este un catalog al drepturilor fundamentale elaborat de Consiliul Europei, semnat pe 4 noiembrie 1950 la Roma și intrat în vigoare pe 3 septembrie 1953.
Articolul 11
Libertatea de întrunire și de asociere 
„1. Orice persoană are dreptul la libertate de întrunire pașnică și la libertate de asociere, inclusiv a constitui cu alții sindicate și de a se afilia la sindicate pentru apărarea intereselor sale.”

### Pactul Internațional Relativ la Drepturile Civile și Politice (ONU, 1966)
După ce a fost votată Declarația Universală a Drepturilor Omului, Adunarea Generală dorea o Cartă a drepturilor omului care să aibă o forță obligatorie. Ea a creat o Comisie a Drepturilor Omului, însărcinată să o redacteze. Proiectul a ajuns la capătul a doi ani lungi de negocieri în contextul Războiului Rece, la două texte complemetare, Pactul Internațional Relativ la Drepturile Economice, Sociale și Culturale (PIDESC) și Pactul Internațional Relativ la Drepturile Civile și Politice (PIDCP).
Articolul 22
„1. Orice persoană are dreptul la libertatea de asociere cu alte persoane, inclusiv dreptul de a forma și a adera la sindicate pentru a-și proteja interesele.”